# 주안다 국제공항
주안다 국제공항(영어: Juanda International Airport, IATA: SUB, ICAO: WARR)는 인도네시아 자와티무르 주의 주도인 수라바야 및 시도아르조 군에 있는 국제 공항이다. 인도네시아의 주요 공항 중 하나이며, 가루다 인도네시아 항공의 6곳의 거점 공항 중 하나이다. 이 공항은 수라바야로부터 12km 떨어진 곳에 위치해 있으며, 동 자바 수라바의 광역 도시인 게르방케르토수실라(Gerbangkertosusila)와 주변 도시 지역에 공항 서비스를 제공한다. 주안다 국제공항은 PT 앙카사 푸라 I에 의해 운영된다. 이 공항의 이름은 이 공항의 개발을 제안한 인도네시아아의 마지막 총리 주안다 카르타위자자(Djuanda Kartawidjaja, 1911년~1963년)로부터 딴 것이다.

## 개요
1964년 12월 7일 인도네시아 국군 기지로 개항했다. 명칭은 공항의 개발을 지시한 인도네시아 마지막 총리 인 주안다 카르타위자자의 이름에서 유래되었다. 그 후 민간 항공으로 사용되다가 1990년 12월 24일에 국제선 터미널 빌딩이 개장하고 국제선을 운영하게 되었다.
연간 이용객 수는 17,683,955명 (2013년 기준), 수용 인원은 600만명이지만, 2010년에 연간 이용객 1,100만 명에 달했다. 또한 관제 능력은 시간당 21대이지만, 피크 시에는 시간당 40 - 45대가 이착륙하고 있다.

## 개발
2006년 10월에 새로운 3층 터미널 건물이 개장되었다. 이 건물은 연간 800만 명의 승객을 수용할 수 있으며 51,500m2의 국내 여객 터미널, 20,200m2 국제선 터미널과 11개의 이동식 탑승교(에어브릿지)가 있다. 3000 × 55m의 단일 활주로와 5,300m2의 관리 건물이 분리되어 있으며, 15층의 컨트롤 타워와 국내선과 국제선 화물 섹션을 가진 2층짜리 화물 건물이 있다. 연간 120,000톤(120,000 롱톤, 130,000 쇼트 톤)의 화물을 처리할 수 있는 국제화물 섹션이다. 이 터미널은 숨바섬의 전통 가옥인 루마 아닷(Rumah Adat)의 모자 지붕과 자바-말레이 건축 테마를 혼합하여 사용했다.
148,000m2 면적의 새로운 터미널 에이프론은 2개의 대형 항공기, 11개의 중형 및 5개의 소형 항공기를 포함하여 18대의 항공기를 동시에 처리할 수 있다. 5개의 출구 유도로(30m 너비)와 4개의 연결 유도로 (30m)를 포함하여 3,000 x 30m의 평행 유도로가 두 개 있다.
오래된 터미널 건물은 철거되었고, 2014년 2월 14일에 개장한 새로운 제2 터미널이 문을 열었다. 제2 터미널의 아키텍처는 제1 터미널과 비교했을 때 곡선으로 형상화된 현대적인 건축물이다. T2에는 8개의 에어브릿지가 있다.
2015년 2월 25일 인도네시아의 조코 위도도 대통령은 3중 활주로 공항이 될 2개의 활주로가 추가되고 구벵(Gubeng) 철도역과 고가 철도를 통해 공항이 통합된 주안다 공항 도시를 개발하기로 합의했다. 이 프로젝트는 중앙 정부, 주정부 및 시 정부의 조정으로 조만간 건설될 예정이며, 자금조달을 포함하여 2014년에 1720만 명의 승객이 과잉으로 인해 2019년에 완공될 것이며 현재 수용객 수는 1250만 명에 달할 것으로 예측된다.
2016년 1월 6일 현재 두 활주로와 제3 터미널 건설은 디테일 엔지니어링 디자인 (DED) 및 랜드 레링퀴쉬먼트(Land Relinquishment)가 맡게 되었다. 동자바 웹 사이트에 따르면, 2017년 초 건설이 시작될 예정이다. 제3 터미널은 연간 6250만 명의 승객을 처리할 것으로 예상되며, 제1 터미널과 제2 터미널은 최대 연간 7500만 명의 승객을 처리할 수 있을 것으로 예상된다. 활주로는 길이가 약 3850m이고 그 중 60%가 바다 위에 건설될 예정이다. (수까르워 동부 자바주 주지사는 주안다 공항을 한국의 인천국제공항 컨셉으로 모방했다고 밝힌 바 있다.) 지체없이 공사가 시작되면 2019년에 개장할 것으로 예상된다.

## 운항 노선

### 터미널 A

#### 국제선
| 항공사                 | 목적지                                                 |
| ---------------------- | ------------------------------------------------------ |
| 가루다 인도네시아 항공 | 싱가포르                                               |
| 인도네시아 에어 아시아 | 방콕(돈므앙), 싱가포르, 조호르바루, 쿠알라룸푸르, 페낭 |
| 라이언 에어            | 싱가포르                                               |
| 캐세이퍼시픽 항공      | 홍콩(첵랍콕)                                           |
| 중화항공               | 싱가포르                                               |
| 에바 항공              | 타이페이(도원)                                         |
| 에어 아시아            | 쿠알라룸푸르, 조호르바루                               |
| 로얄 브루나이 항공     | 반다르스리브가완                                       |
| 실크 에어              | 싱가포르                                               |
| 타이거 항공            | 싱가포르                                               |

### 국내선
| 항공사                 | 목적지                                                                    |
| ---------------------- | ------------------------------------------------------------------------- |
| 가루다 인도네시아 항공 | 자카르타(수카르노 하타), 덴파사르, 롬복, 마카사르, 반둥, 발릭파판, 세마랑 |

### 화물
| 항공사                   | 목적지                  |
| ------------------------ | ----------------------- |
| 가루다 인도네시아 카고   | 싱가포르                |
| 리퍼블릭 익스프레스 항공 | 자카르타(수카르노 하타) |
| 마이 인도 항공           | 싱가포르                |

### 터미널B(국내선)
| 항공사                 | 목적지                                                               |
| ---------------------- | -------------------------------------------------------------------- |
| 인도네시아 에어 아시아 | 자카르타(수카르노 하타), 덴파사르, 메단                              |
| 에어 패스트            | 자카르타(수카르노 하타)                                              |
| 시티링크               | 자카르타(수카르노 하타), 덴파사르, 롬복, 반둥, 발릭파판, 반자르 마신 |
| 라이온 에어            | 자카르타(수카르노 하타), 덴파사르, 롬복, 바탐, 반둥, 발릭파판, 암본  |
| 윙스 에어              | 자카르타(수카르노 하타), 덴파사르, 반둥                              |
| 스리위자야 항공        | 자카르타(수카르노 하타), 발릭파판, 바탐                              |

## 통계
다음은 1999년부터 2013년까지의 공항 통계이다. 이외에도 2006년에는 수라바야와 자카르타의 국내 구간이 주간 750회 이상의 항공편으로 아시아에서 네 번째로 많은 항공 노선이다.
출처 : PT (persero) ANGKASA PURA 1 보관됨 2016-10-22 - 웨이백 머신 (인도네시아어)

## 사진

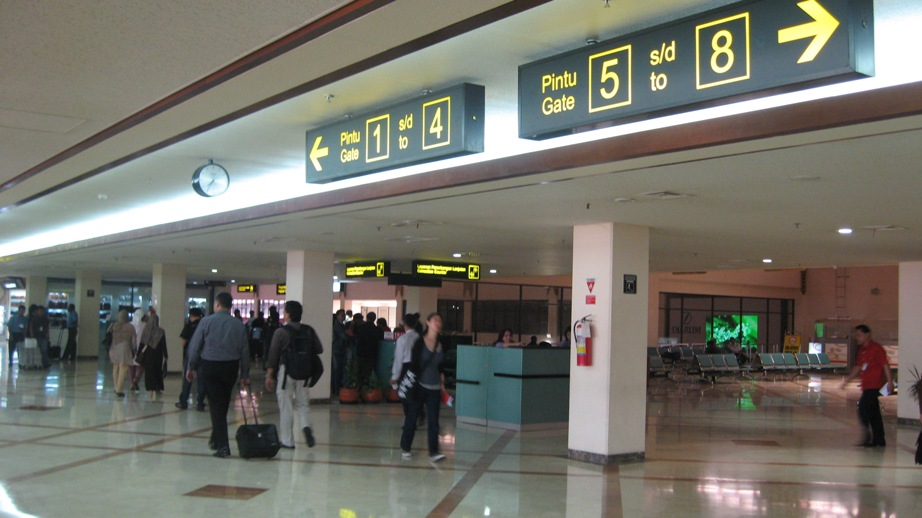
터미널 1 - 2층
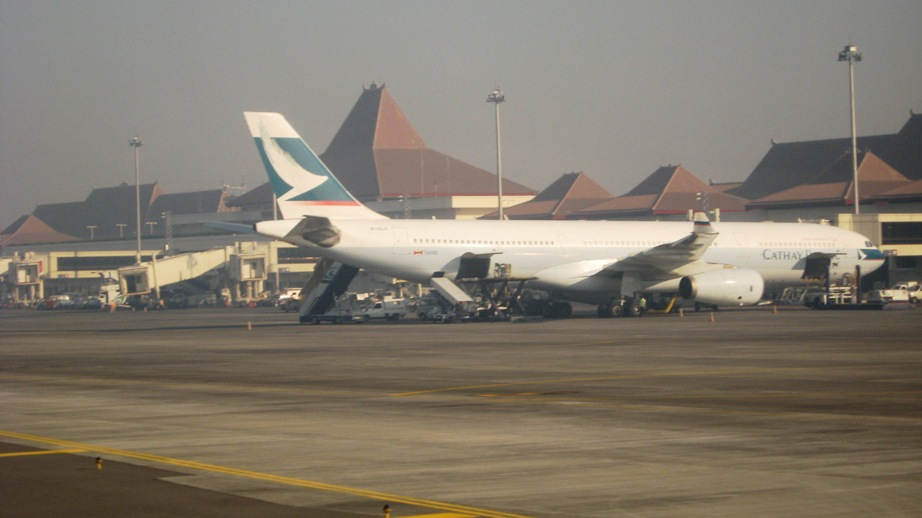
주안다 국제공항에 계류한 캐세이퍼시픽 항공 에어버스 A330-343
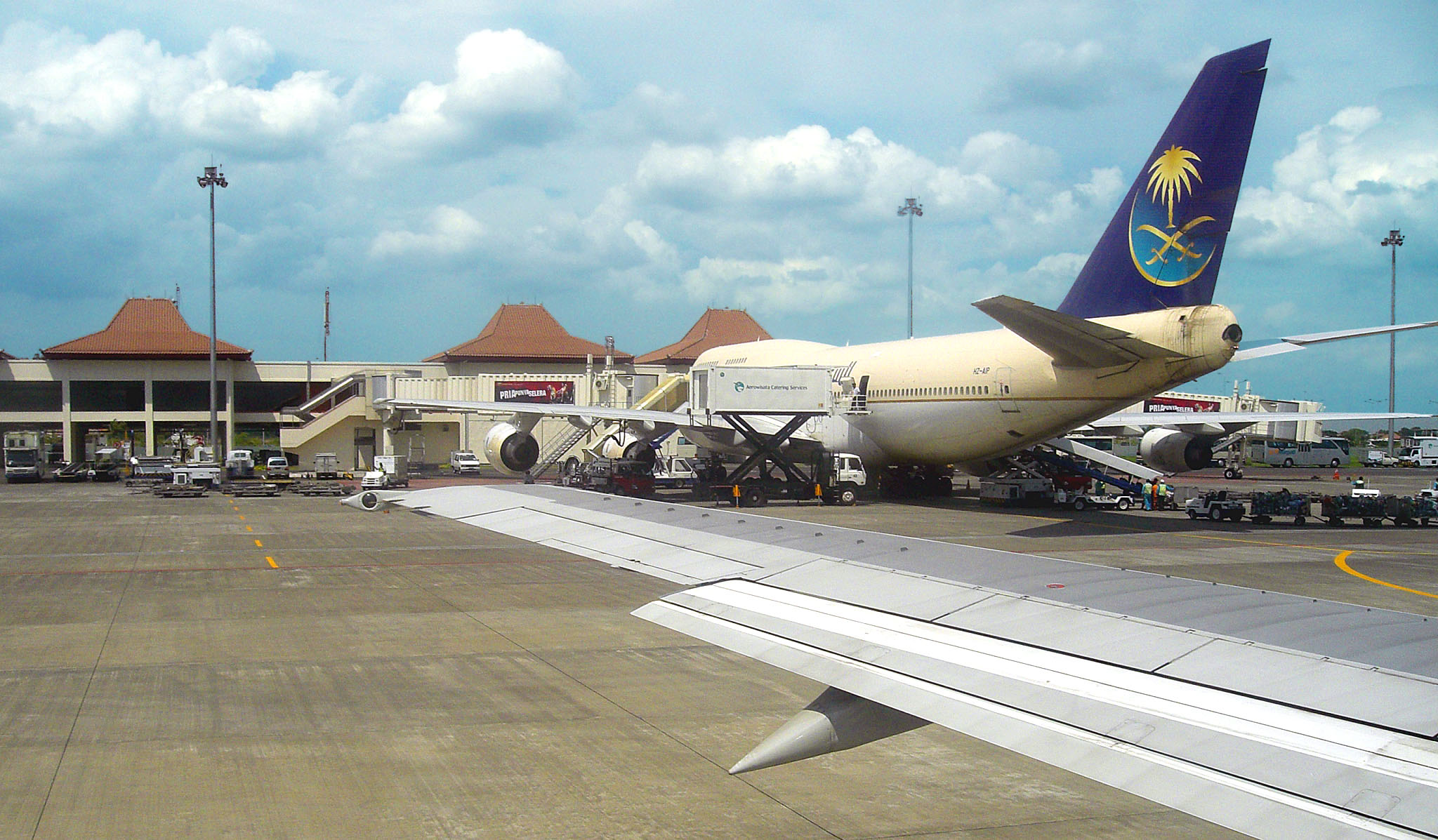
주안다 국제공항에 계류한 사우디아 항공의 보잉 747-300
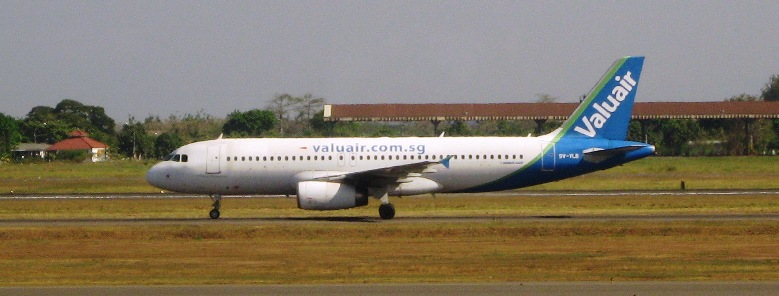
주안다 국제공항에서의 발루에어의 에어버스 A320-200